# Cleòmenes de Règion
Cleòmenes de Règion (grec antic: Κλεομένης, llatí: Cleomenes) fou un poeta ditiràmbic, censurat per Quiònides (segons Ateneu de Naucratis) i per Aristòfanes.
Es creu que era un poeta eròtic. Epícrates l'esmenta en connexió amb Safo, Melet i Laminti. Les relacions del seu nom amb altres poetes còmics fan suposar que va viure al segle v aC. Segons Ateneu, un dels seus poemes es titulava Melèagre.